# جدري الجمل

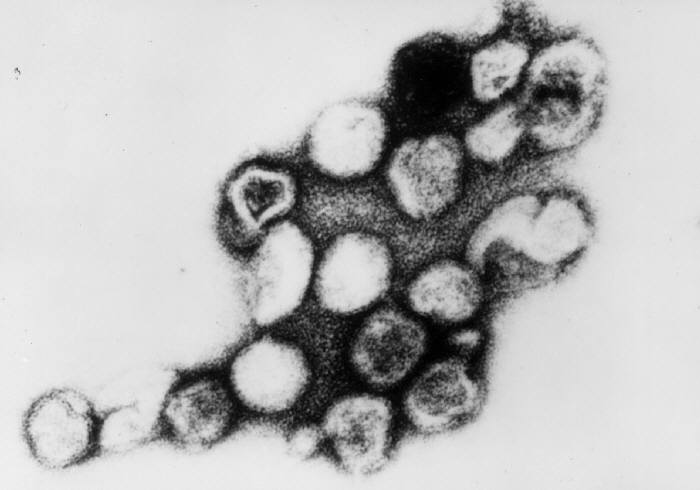

جدري الجمل أو جدري الإبل (بالإنجليزية: Camelpox)‏ هو مرض الإبل الناجم عن فيروس من عائلة فيروسات جدرية من تحت عائلة فيروسات جدري الحبليات من جنس الفيروسة الجدرية، يسبب المرض آفات جلدية وعدوى معممة.
حوالي 25٪ من الإبل الصغيرة التي تصاب بالعدوى تموت بسبب المرض، في حين أن العدوى لدى الجمال الأكبر سنا تكون عادة أكثر اعتدالا. قد تنتشر العدوى إلى أيدي الأشخاص الذين يعملون مع بالإبل بكثرة (أطباء بيطريون، رعات) على الرغم من ندرت حدوث ذلك.
جدري الإبل مستوطن في جميع أنحاء الشرق الأوسط وأفريقيا وآسيا.

## المسبب
فيروس جدري الإبل (CMPV) الذي يسبب جدري الإبل هو فيرروسة جدرية ترتبط ارتباطا وثيقًا بفيروس الجدري الذي يسبب الجدري، هو عبارة عن فيروس كبير ملفوف على هيئة طوب ويتراوح حجمه من 265-295 نانومتر. المادة الوراثية للفيروس عبارة عن دنا خطي ثنائي السلسلة يتألف من 202,182 زوجا قاعديا معبأ بإحكام. الدنا مغلف في النواة الفيروسية ويوجد جسمان جانبيان خارج الجسم الفيروسي يُعتقد أنهما يحملان الإنزيمات اللازمة للتكاثر الفيروسي.
فيروس التهاب الإبل يصيب في الغالب أفراد أسرة الجمليات، مع ذلك تظهر الدراسات الحديثة أن هذا المرض يمكن أن ينتقل إلى كل من البشر والمفصليات.